# Етноконсервація
Етноконсервація – це новий підхід до охорони природи, який розробляється в різних тропічних країнах(наприклад, Бразилія), заснований на міждисциплінарній співпраці та досвіді традиційних народів через їхні знання практики природокористування.